# Nekrobioza
Nekrobioza, obumieranie – proces powolnego zamierania komórek poprzedzony różnymi zmianami zwyrodniającymi. Często po nim następuje odnowa i zastąpienie obumarłych komórek młodymi (np. naskórek).